# Tamarix sachensis
Tamarix sachensis är en tamariskväxtart som beskrevs av P. Y. Zhang och M. T. Liu. Tamarix sachensis ingår i släktet tamarisker, och familjen tamariskväxter. Inga underarter finns listade.